# Parazoa
Parazoa (do grego para, ao lado de ou junto a + zoon, animal) é um subreino de animais sem tecidos definidos.
Possui apenas um filo, o Porifera. Alguns pesquisadores incluem o filo Placozoa, entretanto, este também é alocado no subreino Agnotozoa. Os parazoas são assimétricos, as larvas são planctônicas e as formas adultas sésseis.
O grupo Parazoa é agora considerado parafilético. Não é incluído nas análises cladísticas mais modernas. Quando referenciado, é por vezes considerado um equivalente de Porifera.